# Yahya ibn Ghàniya
Yahya ibn Ishaq ibn Ghàniya (àrab: يحيى بن إسحاق بن غانية, Yaḥyà ibn Isḥāq ibn Ḡāniya), més conegut com a Yahya ibn Ghàniya, fou un senyor de la guerra mallorquí d'origen amazic i lleial als almoràvits, que va operar a Ifríqiya del 1188 al 1237. Era fill d'Ishaq ibn Muhàmmad ibn Ghàniya, rei de la Taifa de Mayurqa (Balears) del 1165 al 1183.
El 1184 va participar en l'expedició del seu germà Alí ibn Ghàniya que va conquerir Bugia, de la que fou governador, i que va haver d'abandonar el 1185 davant l'arribada d'un exèrcit almohade. Es va reunir llavors amb el seu germà al Djarid i va participar en les campanyes d'aquest (1186-1188). A la mort d'Ali va agafar la direcció de la lluita.
Va atacar per dues vegades Constantina sent ambdues rebutjat. Retirat altre cop al desert es va reunir altre cop amb l'armeni Qaràqux i els seus mercanris oghuz, amb el qual les relacions s'havien trencat per la seva posició ambigua amb els almohades i per la seva intolerància als elements àrabs. L'aliança es va refer i va durar fins al 1195 i en aquests anys van fer diverses incursions a Ifríqiya. El 1195 l'aliança es va trencar i poc després Yahya, mercès a l'ajut dels àrabs Banu Sulaym, es va apoderar de Trípoli de Líbia i de Gabes que estaven sota domini de Qaràqux.
Llavors va avançar cap al nord i va ocupar Mahdia on el governador Muhammad ben Abd al-Karim al-Rajraji al-Kumi, tot i que era de la mateixa tribu que el califa almohade Abd al-Mumin, s'havia declarat independent amb el títol d'al-Mutawakkil ala Allah i ara es va aliar amb els Banu Ghaniya (i va restar independent fins al 1205 durant el califat d'an-Nàssir que va regnar del 1199-1213). En una campanya de dos anys va dominar Béja, Biskra, Tébessa, Kairuan, Bona i finalment el 14 de desembre de 1203 va rebre la submissió de Sid Abu Zayd, governador almohade de Tunis. Allí va saber de la pèrdua de Mallorca i també que durant la seva campanya els kharigites del Djebel Nafusa s'havien revoltat va fer una expedició a aquest territori (1204), els va derrotar i els va imposar un forta contribució de guerra. Després va retornar a Tunis.
Quan va saber que el califa an-Nàssir es dirigia cap a Tunis amb un exèrcit no el va esperar i es va retirar prudentment cap al Djarid. Els almohades el van atrapar a la plana de Tadjra i li van infligir un greu derrota (octubre). An-Nàssir va recuperar Tunis i Mahdia (que li van obrir les portes), aquesta darrera en poder d'al-Mutawakkil ala Allah (1205), i va nomenar governador a Abu Muhammad ibn Abi Hafs amb l'encàrrec de seguir la guerra fins a la reconquesta total d'Ifríqiya. Yahya va planejar interceptar al califa en el seu retorn a Marràqueix i amb els seus aliats àrabs es va dirigir al Magreb central, però fou derrotat decisivament a la plana del Chelif i va haver de fugir al desert, va reagrupar als seus partidaris i va enfrontar a Ibn Abi Hafs al uadi Shabru, prop de Tébessa, però fou altre cop derrotat.
Es va dirigir llavors a l'oest arribant fins a Tafilalt, va conquerir Sigilmasa que va saquejar i carregat de botí es va dirigir cap al nord-est; enfrontat a les forces del governador àrab de Tlemcen, va obtenir la victòria, i després va devastar Tiaret (Tahart) igual que va fer amb nombroses viles del Magreb central en una destrucció considerada memorable, però l'aixecament proalmoràvit de les tribus fou derrotat en la batalla del riu Guelaf (Octubre del 1207).
Quan Yahya va sortir de la zona es va trobar amb l'exèrcit d'Ibn Abi Hafs i la batalla li fou adversa, però va poder salvar bona part de les seves forces; retirat cap al Djebel Nafusa, una segona batalla amb Ibn Abi Hafs ja en aquest territori, li va causar la pèrdua de la major part del seu exèrcit (1209).
Llavors es va refugiar al Waddan al sud de la Tripolitana on estava refugiat el seu antic aliat i enemic Qaràqux. Aquest es va haver de rendir a Yahya (1012) que el va fer executar i va ocupar el seu lloc. Després va arrabassar Tripolitana als Banu Matruh.
A Ifríqiya el governador Ibn Abi Hafs havia estat substituït pel príncep mumínida Abu l-Ala, que va reprendre la lluita contra Yahya. Aquest, després de refer les seves forces, va entrar en campanya i es va dirigir a Biskra que va ocupar i va planejar ocupar altre cop Tunis, però quan era prop de la ciutat una batalla lliurada Madjdul li va causar tantes baixes que va haver de fugir altre cop al Waddan (1223).
Altre cop es va reorganitzar, va rebre suport dels àrabs nòmades i va retornar al Magreb central, ocupant Bugia, Dellys, Mitidja (on va matar a l'emir Mandil dels Banu Mandil el 1224) i Alger, i va fomentar una revolta a Tlemcen que va estar a punt de triomfar i reconèixer el domini almoràvit. L'arribada d'un exèrcit procedent de Tunis el va obligar a la retirada cap a Sigilmasa (1226).
Encara va continuar amb els seus atacs durant onze anys més, renunciant a atacar Ifríqiya, que estava ben defensada, però assolant part del Magreb central. El 1234 els hàfsides després d'apoderar-se de la regió de Constantina, van ocupar també Tripolitana.
Va morir en un combat a la vora del Chelif prop de Miliana el 1237. Va deixar tres filles que va confiar a la generositat de l'emir hàfsida Abu Zakariya Yahya I ben Abd al-Wahid (1228-1249) que les va acollir i les va allotjar a un palau després conegut com el Kasr al-Banat (Palau de les filles) que va donar nom al barri de Bab Banat a Tunis.